# Barrussus pentheri
Espèce
Synonymes
- Rhinippus pentheri Werner, 1905

Barrussus pentheri est une espèce de solifuges de la famille des Karschiidae.

## Distribution
Cette espèce est endémique de la Turquie.

## Description
Le mâle mesure 14 mm et la femelle 15 mm.

## Étymologie
Cette espèce est nommée en l'honneur d'Arnold Penther.

## Publication originale
- Werner, 1905 : Ergebnisse einer naturwissenschaftlichen Reise zum Erdschias-Dagh (Kleinasien). I. Zoologischer Teil. Skorpione und Solifugen. Annalen des Kaiserlich Köninglichen Naturhistorischen Hofmuseums in Wien, vol. 20, p. 113-144 (texte intégral).